# ジョイス・コリングウッド駅
ジョイス・コリングウッド駅（英: Joyce–Collingwood Station）は、カナダのブリティッシュコロンビア州バンクーバー市にある、スカイトレイン（エキスポ・ライン）の駅である。
1985年12月11日に開業した。

## 駅構造
島式1面2線の駅。高架ホームは1つのホームをエキスポラインが使用している。

### のりば
| ホーム | 路線            | 行先                                                 |
| ------ | --------------- | ---------------------------------------------------- |
| 1      | ■エキスポライン | ウォーターフロント方面                               |
| 2      | ■エキスポライン | コロンビア・キングジョージ方面                       |
| 2      | ■エキスポライン | コロンビア・プロダクション ウェイ-ユニバーシティ方面 |

## 路線
施設
- コリングウッド公園
- ガストン公園
- メルボルン公園

バス路線
ジョイス駅は以下のように多くのバス路線が発着している。
| ホーム | 路線                                                    |
| ------ | ------------------------------------------------------- |
| 1      | 26系統 - 29番アベニュー駅行                             |
| 2      | 27系統 - クートニー・ループ行                           |
| 3      | R4系統 - UBC行                                          |
| 4      | 28系統 - フィブズ・エクスチェンジ行 41系統 - クラウン行 |

## 隣の駅
■ エキスポ・ライン
29番アベニュー駅 - ジョイス・コリングウッド駅 - パターソン駅